# Michael Strong
Michael Strong, pseudonimo di Cecil Natapoff (New York, 8 febbraio 1918 – Los Angeles, 17 settembre 1980), è stato un attore, produttore cinematografico e produttore televisivo statunitense.

## Biografia
Nato a New York da una famiglia ebrea russa, ebbe una vasta esperienza sul palcoscenico. Fu membro fondatore dell'Actors Studio e della Lincoln Center Repertory Company. Tra i suoi crediti cinematografici figurano Senza un attimo di tregua (1967), Patton, generale d'acciaio (1970) e Il grande Santini (1979).
Fece numerose apparizioni televisive durante la sua carriera in serie quali Il Calabrone Verde, Una donna poliziotto, La città in controluce, Il fuggiasco, Le spie, Missione Impossibile, Colombo, Le strade di San Francisco e Hawaii Squadra Cinque Zero. Interpretò il dottor Roger Korby in Star Trek, nell'episodio Gli androidi del dottor Korby.
Nel 1955 apparve accanto a Betty Lou Holland nell'episodio finale della serie CBS-TV Danger, adattamento della storia Gli uccelli di Daphne du Maurier.

## Famiglia
La sua prima moglie fu Theda Kropf, dalla quale ebbe due figli, Paul ed Ellen. La sua seconda moglie fu l'attrice Diane Shalet..

## Morte
Morì di cancro a Los Angeles, in California, il 17 settembre 1980, all'età di 62 anni.

## Filmografia parziale

### Cinema
- Mentre la città dorme (The Sleeping City), regia di George Sherman (1950)
- Pietà per i giusti (Detective's Story), regia di William Wyler (1951)
- Alle donne piace ladro (Dead Heat on a Merry-Go-Round), regia di Bernard Girard (1966)
- Senza un attimo di tregua (Point Blank), regia di John Boorman (1967)
- Cerimonia segreta (Secret Ceremony), regia di Joseph Losey (1968)
- Patton, generale d'acciaio (Patton), regia di Franklin Schaffner (1970)
- Il grande Santini (The Great Santini), regia di Lewis John Carlino (1979)

### Televisione
- The Alcoa Hour – serie TV, episodio 2x25 (1957)
- Una donna poliziotto (Decoy) – serie TV, episodio 1x11 (1957)
- The Nurses – serie TV, 3 episodi (1962-1964)
- The Lieutenant – serie TV, episodio 1x02 (1963)
- Star Trek – serie TV, episodio 1x07 (1966)
- F.B.I. (The F.B.I.) – serie TV, 4 episodi (1966-1972)
- Cimarron Strip – serie TV, episodio 1x01 (1967)
- I giorni di Bryan (Run for Your Life) – serie TV, episodio 3x10 (1967)
- Le spie (I Spy) – serie TV, episodio 2x26 (1967)
- The Outsider – serie TV, episodio 1x20 (1969)
- Giovani avvocati (The Young Lawyers) – serie TV, episodio 1x18 (1971)
- Le strade di San Francisco (The Streets of San Francisco) – serie TV, 4 episodi (1973-1977)
- Colombo (Columbo) – serie TV, episodio 4x02 (1974)
- La reginetta del Polvere di stelle (Queen of the Stardust Ballroom), regia di Sam O'Steen – film TV (1975)